# Erdeiházak
Erdeiházak, román nyelven Pădureni, falu Romániában, Erdélyben, Szeben megyében. Közigazgatásilag Szelindek községhez tartozik.

## Fekvése
Szelindek keleti szomszédjában fekvő település.

## Története
Erdeiházaknak a 2011 évi népszámláláskor mindössze 3 lakosa volt.